# Cathy Moriarty
Cathy Moriarty (Bronx, Nova York, 29 de novembre de 1960) és una actriu estatunidenca de cinema i televisió. Va iniciar la seva carrera cinematogràfica de la mà de Martin Scorsese en el paper de Vickie La Motta a Toro salvatge, pel qual va estar nominada a l'Oscar i al Globus d'Or a la millor actriu secundària.
La seva filmografia principal inclou títols com Toro salvatge (1980), Els reis del mambo (1992), Matinee (1993), Casper (1995), Cop Land (1997), Gloria (1999), Bojos a Alabama (1999), But I'm a Cheerleader (1999), Una altra teràpia perillosa (2002) i El caça-recompenses (2010).

## Biografia
El seu primer paper va ser en Toro salvatge el 1980, com Vikki LaMotta, l'esposa del personatge de Robert De Niro. La seva actuació li va donar una nominació per a un Premi Oscar a la millor actriu secundària. També va aparèixer al costat d'Andrew 
Diu Clay en Bless This House. Després, va aparèixer com Carrigan Crittenden en la pel·lícula Casper i com Rose Donlan, esposa d'Harvey Keitel en Cop Land. Es va reunir novament amb De Niro per Analyze That.
Va néixer en el Bronx, filla d'immigrants irlandesos catòlics, Catherine, mestressa de casa, i John Moriarty, un treballador de magatzem. El seu pare és del Comtat Kerry i la seva mare del Comtat de Cork. Moriarty va ser criada en Yonkers, Nova York.
El seu primer matrimoni va ser amb Carmine D'Anna (1981-1988) (divorciada).

## Vida personal
Ha estat casada amb Joseph Gentile des del 28 d'agost de 1999. Tenen tres fills, bessons, Catherine Patricia i Joseph John, nascuts el 2000. La seva tercer filla, Annabella Rose, va néixer el 15 de novembre de 2001, a Nova York.
És co-propietària de Mulberry Street Pizza a Los Angeles, amb Richard Palmer, un excompany.

## Filmografia
| Film      | Film                                          | Film                                                      | Film                                                        |
| Any       | Pel·lícula                                    | paper                                                     | notes                                                       |
| --------- | --------------------------------------------- | --------------------------------------------------------- | ----------------------------------------------------------- |
| 1980      | Toro salvatge (Raging Bull)                   | Vikki LaMotta                                             |                                                             |
| 1981      | Neighbors                                     | Ramona                                                    |                                                             |
| 1987      | White of the Eye                              | Joan White                                                |                                                             |
| 1990      | Burndown                                      | Patti Smart                                               |                                                             |
| 1990      | Kindergarten Cop                              | Jillian                                                   |                                                             |
| 1991      | Soapdish                                      | Montana Moorehead/infermera Nan                           |                                                             |
| 1992      | Els reis del mambo (The Mambo Kings)          | Lanna Lake                                                |                                                             |
| 1992      | The Gun in Betty Lou's Handbag                | Reba Bush                                                 |                                                             |
| 1993      | Matinée                                       | Ruth Corday/Carole                                        |                                                             |
| 1993      | Another Stakeout                              | Luella Delano                                             |                                                             |
| 1993      | Me and the Kid                                | Rose                                                      |                                                             |
| 1994      | Un viatge a la Lluna (Pontiac Moon)           | Lorraine                                                  |                                                             |
| 1995      | Opposite Corners                              | Kathy Donatello                                           |                                                             |
| 1995      | Oblidar París (Forget Paris)                  | Lois                                                      |                                                             |
| 1995      | Casper                                        | Carrigan Crittenden                                       |                                                             |
| 1996      | Foxfire                                       | Martha Wirtz                                              |                                                             |
| 1997      | Women Without Implants                        | curt                                                      |                                                             |
| 1997      | A Brother's Kiss                              | Doreen                                                    |                                                             |
| 1997      | Dream with the Fishes                         | tia Elise                                                 |                                                             |
| 1997      | Cop Land                                      | Rose Donlan                                               |                                                             |
| 1997      | Hugo Pool                                     | Minerva                                                   |                                                             |
| 1998      | El meu amic Ricky (Digging to China)          | Mrs. Frankovitz                                           |                                                             |
| 1999      | P.O.N.K.S.                                    | Mrs. Utley                                                |                                                             |
| 1999      | Gloria                                        | Diane                                                     |                                                             |
| 1999      | Bojos a Alabama (Crazy in Alabama)            | Earlene Bullis                                            |                                                             |
| 1999      | But I'm a Cheerleader                         | Mary Brown                                                |                                                             |
| 1999      | New Waterford Girl                            | Midge Benzoa                                              |                                                             |
| 2000      | Next Stop, Eternity                           | Valentine                                                 | curt                                                        |
| 2000      | Little Pieces                                 |                                                           |                                                             |
| 2000      | Red Team                                      | Stephanie Dobson                                          |                                                             |
| 2000      | Prince of Central Park                        | Mrs. Ardis                                                |                                                             |
| 2001      | Lady and the Tramp II: Scamp's Adventure      | Ruby                                                      | Veu                                                         |
| 2002      | Una altra teràpia perillosa (Analyze That)    | Patti LoPresti                                            |                                                             |
| 2010      | El caça-recompenses (The Bounty Hunter)       | Irene                                                     |                                                             |
| 2013      | Once Upon a Time in Brooklyn                  | Sarah Baldano                                             |                                                             |
| 2013      | The Double                                    | Kiki                                                      |                                                             |
| 2013      | Tammy                                         | Tammy                                                     | curt                                                        |
| 2014      | The Story of Milo & Annie                     | Lynda                                                     |                                                             |
| 2014      | A Cry from Within                             | Alice                                                     |                                                             |
| 2014      | Rob the Mob                                   | Constance Uva                                             |                                                             |
| 2017      | Patti Cake$                                   | Nana                                                      |                                                             |
| 2021      | Last Call                                     | Mrs. C.                                                   |                                                             |
| 2021      | Flinch                                        | Gloria Doyle                                              |                                                             |
| 2023      | Line of Fire                                  | Marie                                                     | curt                                                        |
| Televisió |                                               |                                                           |                                                             |
| Any       | Títol                                         | Paper                                                     | Notes                                                       |
| 1989      | Wiseguy                                       | Denise                                                    | Episodi: Reunion                                            |
| 1992      | Tales from the Crypt                          | Alison Peters                                             | Episodi: Seance                                             |
| 1994      | Another Midnight Run                          | Helen Bishop                                              |                                                             |
| 1994      | Runaway Daughters                             | Marie                                                     |                                                             |
| 1995      | Sant Bugito                                   | Queen Muddah                                              | Veu, Episodi: Load O'Bees                                   |
| 1995      | The Tick                                      | Betty                                                     | Episodi: Ants in Pants                                      |
| 1995      | The Adventures of Captain Zoom in Outer Space | Alumina                                                   | Veu                                                         |
| 1995–1996 | Bless This House                              | Alice Clayton                                             | 16 Episodis                                                 |
| 1997      | Duckman                                       | Veu, Episodi: Aged Heat 2: Women in Heat                  |                                                             |
| 1997–1999 | Hey Arnold!                                   | Tish Wittenberg                                           | Veu, 3 episodis                                             |
| 1998      | Stories from My Childhood                     | Veu, episodi: The Wild Swan, sepisodi: The Golden Rooster |                                                             |
| 1998      | Recess                                        | Dr. Fitzenberg                                            | Episodi: Kids in the Mist                                   |
| 1998      | Traces of Insanity                            |                                                           |                                                             |
| 1998      | Casper Meets Wendy                            | Geri                                                      |                                                             |
| 2000      | The Hunger                                    | Aunt Maris                                                | Episodi: Bottle of Smoke                                    |
| 2001      | Law & Order                                   | Lorraine Cobin                                            | Episodi: For Love or Money                                  |
| 2005      | Law & Order: Special Victims Unit             | Denise Eldridge                                           | Episodi: Intoxicated                                        |
| 2010      | Law & Order: Criminal Intent                  | Annalisa Gentillo                                         | Episodi: Love On Ice, episodi: The Mobster Will See You Now |

## Nominacions
- 1981: Oscar a la millor actriu secundària per Toro salvatge
- 1981: Globus d'Or a la millor actriu secundària per Toro salvatge